# Santiago Malano
Santiago Malano (Mercedes, provincia de Buenos Aires, Argentina; 29 de enero de 1987) es un futbolista argentino. Juega como delantero.

## Trayectoria
Salió del Club Estudiantes de Mercedes.
Salido de las inferiores de Racing Club , debutó en Primera División el 30 de octubre del 2005.
También jugó varios partidos en el torneo de verano le anotó dos goles a Boca y uno a San Lorenzo. Jugó un amistoso en el seleccionado Sub-20 en el cual anotó un gol.
En el 2007 jugó el partido contra San Martín de San Juan que le daría la victoria 2-0 al equipo, en ese entonces, dirigido por Gustavo Costas. En este campeonato solo jugó un partido, Racing-Tigre, en el cual ingresó faltando pocos minutos para el cierre. Partido que termina 0-0.
A mitad del año 2008 pasa a préstamo a Atlético de Rafaela para jugar en la Primera B Nacional. 
A principios de 2011 acordó su vinculación al Cúcuta Deportivo de Colombia, donde juega en el Torneo Apertura de la Categoría Primera A.
En julio de 2011 llega a un acuerdo con la dirigencia de Cúcuta Deportivo para llegar a Audax Italiano, firmando por 5 temporadas con el equipo italico y es el segundo argentino que reforzará al equipo chileno para el Torneo de Clausura 2011, ya que llega acompañado de su compatriota y exjugador de Vélez Sársfield y campeón del Torneo Clausura Argentino 2011 con ese club Maximiliano Giusti.
En el 2012 se especula con su posible llegada a Curicó Unido, pero el jugador desestima esta posibilidad para quedarse en Audax.
El 27 de junio de 2013 se confirma su llegada a Deportes Temuco, para jugar por el torneo de la Primera B de Chile
En 2015 y 2016 juega todos los partidos de titular en rangers, alcanzando junto a su equipo uno de los cupos para pelear el ascenso a la Primera División. Finalmente Rangers quedará eliminado en semifinales, mermando la posibilidad de subir a la división de honor del Fútbol Chileno.

## Clubes
| Club                | País      | Año       |
| ------------------- | --------- | --------- |
| Racing Club         | Argentina | 2005-2010 |
| Atlético de Rafaela | Argentina | 2008-2009 |
| Cúcuta Deportivo    | Colombia  | 2011      |
| Audax Italiano      | Chile     | 2011-2013 |
| Deportes Temuco     | Chile     | 2013-2014 |
| Rangers             | Chile     | 2015-2016 |
| Valletta            | Malta     | 2016-2021 |
| Nuova Florida       | Italia    | 2021-2022 |